# Ceratobaeus surdus
Ceratobaeus surdus is een vliesvleugelig insect uit de familie van de Scelionidae. De wetenschappelijke naam van de soort is voor het eerst geldig gepubliceerd in 1997 door Kononova & Petrov.